# Pelophylax saharicus
Pelophylax saharicus – gatunek płaza bezogonowego z rodziny żabowatych występujący w północnej Afryce, a także w Europie, gdzie jest gatunkiem inwazyjnym. Cechuje się zróżnicowaną dietą. Gatunek najmniejszej troski (LC) w związku z rozległym zasięgiem występowania i dużymi rozmiarami populacji. 

## Informacje ogólne
Gatunek blisko spokrewniony z żabą pirenejską (Pelophylax perezi). Populacje z Algierii zaliczane są do podgatunku P. saharicus saharicus, a te z Maroka do P. saharicus riodeoroi. Duży płaz, dorastający do co najmniej 10,5 cm długości. Opis wyglądu gatunku podany na stronie AmphibiaWeb dotyczy w rzeczywistości mieszańca P. perezi i P. saharicus.

## Zasięg występowania i siedlisko
Gatunek rozpowszechniony od północno-zachodniej Sahary Zachodniej, przez Maroko, Ceutę, Melillę, Algierię, Tunezję, północną Libię do północno-zachodniego Egiptu (wyłącznie w oazie Siwa). Spotykany na wysokościach 0–2670 m n.p.m. We wczesnych latach 90. XX wieku introdukowano również populację na wyspę Gran Canaria wchodzącą w skład należących do Hiszpanii Wysp Kanaryjskich. Populacja ta uważana jest za wymarłą od co najmniej 2012 roku. W 2021 roku opisano natomiast populację występującą w okolicach słonawej laguny Etang de Berre na śródziemnomorskim wybrzeżu Francji. Autorzy badania szacują, że populacja ta występuje na tamtym obszarze od co najmniej 2011 roku, rozmnaża się i rozprzestrzenia na sąsiednie obszary, co czyni z P. saharicus gatunek inwazyjny. Obce populacje P. saharicus w Europie mogą zagrażać rodzimym gatunkom poprzez rywalizację o zasoby oraz mieszanie się z natywnymi płazami. 
Gatunek spotykany w wielu rodzajach siedlisk pod warunkiem, że zapewniają mu dostęp do wody.

## Dieta
Dieta mocno zróżnicowana. Płaz ten odżywia się głównie bezkręgowcami, takimi jak owady, pierścienice, skorupiaki czy mięczaki. Okazjonalnie poluje również na małe kręgowce takie jak jaszczurki czy płazy.

## Rozmnażanie
Jaja składane są w wodzie, a kijanki najlepiej rozwijają się w temperaturze wody wynoszącej 26 °C.

## Status i ochrona
IUCN klasyfikuje P. saharicus jako gatunek najmniejszej troski (LC) w związku z rozległym zasięgiem występowania i dużymi rozmiarami populacji. Uważany za najbardziej pospolitego płaza Afryki Północnej. Niektórym odizolowanym populacjom zagraża natomiast wyginięcie. Wśród zagrożeń dla niektórych subpopulacji wymienia się zanieczyszczenia wody, nadmierny pobór wody, fragmentację siedlisk, urbanizację, zmiany klimatu oraz chytridiomikozę spowodowaną infekcją patogenicznego grzyba Batrachochytrium dendrobatidis. 
Gatunek ten występuje na kilku obszarach chronionych, ponadto wymieniony jest w załączniku III konwencji berneńskiej. 